# 吴栋材 (永钢集团)
吳棟材（1936年—），出生於江蘇省張家港人。現任江蘇永鋼集團有限公司創辦人、董事長、總裁及党委书记。

## 生平
出身於貧苦家庭的吳棟材，1952年從軍，1957年退伍的老革命軍人後，他先後創辦魚塘養魚，之後再創立家具廠、水泥預制板、水磨石、浴缸、玉石加工等8家小型廠，到了1984年，開始創立江蘇永鋼集團有限公司前身的，永聯軋鋼廠，之後在2002年組成江蘇永鋼集團有限公司至今。